# Piridina N-metiltransferasi
La piridina N-metiltransferasi è un enzima appartenente alla classe delle transferasi, che catalizza la seguente reazione:
S-adenosil-L-metionina + piridina ⇄ S-adenosil-L-omocisteina + N-metilpiridinio